# Negligenza spaziale unilaterale
La negligenza spaziale unilaterale (NSU), nota anche come eminattenzione spaziale o sindrome neglect o eminegligenza spaziale unilaterale, è un disturbo della cognizione spaziale nel quale, a seguito di una lesione cerebrale, il paziente ha difficoltà ad esplorare lo spazio controlaterale alla lesione e non è consapevole degli stimoli presenti in quella porzione di spazio esterno o corporeo e dei relativi disordini funzionali.

Più frequentemente la lesione è situata nell'emisfero destro ed il deficit si manifesta in un'incapacità di orientare l'attenzione in direzione opposta alla lesione quindi verso sinistra.

## Caratteristiche cliniche
La negligenza spaziale unilaterale è una delle patologie più frequentemente riscontrate dopo un danno cerebrale all'emisfero destro (40%-81%) e consiste in un deficit di consapevolezza dello spazio controlesionale. È una condizione neurologica e neuropsicologica nella quale, dopo il danneggiamento di alcune particolari zone del cervello la persona non considera più una parte dello spazio.
Benché possano presentarsi insieme, la negligenza spaziale unilaterale è una condizione diversa dall'emianopsia, dove vi è un deficit del campo visivo causato generalmente da un danno alle vie ottiche (chiasma, tratto ottico, radiazione ottica, aree visive primarie). Nella NSU vi è invece una lesione di aree corticali di ordine superiore, tanto è vero che si continuano a riscontrare potenziali evento-correlati nella corteccia visiva primaria, a dimostrazione del fatto che l'elaborazione sensoriale non è danneggiata. Analogamente, la NSU è distinta dall'emianestesia e dall'emiplegia.
La negligenza spaziale unilaterale è un insieme di deficit che non riguarda i livelli iniziali dell'elaborazione dell'informazione, ma quelli di ordine più elevato. Eventuali disordini visivi, somatosensoriali e motori, sebbene frequentemente riscontrabili insieme alla NSU, non sono di per sé sufficienti o necessari per la diagnosi di questa patologia.
Oltre alla mancanza di consapevolezza dello spazio controlesionale, sono presenti altri deficit come riduzione delle capacità attentive, tendenza patologica a focalizzarsi sui dettagli, basse capacità di memoria visuospaziale e deficit nella pianificazione ed esecuzione di attività nell'emispazio controlesionale.
Possono essere presenti anche deficit motori, rappresentativi, attenzionali ed esplorativi sempre per l'emispazio sinistro.
Le manifestazioni della negligenza spaziale unilaterale sono molteplici e, poiché sono  parti di una sindrome, possono variare moltissimo da un soggetto ad un altro. Può capitare infatti che due pazienti affetti da questa patologia manifestino segni totalmente diversi da uno all'altro, pur essendo considerati entrambi affetti da neglect.
La NSU è pertanto una sindrome che si può presentare in vario modo con moltissime sfumature. Le diverse teorie retrostanti e i diversi modi di rappresentazione dello spazio possono chiarire meglio le diverse e varie modalità di presentazione dei segni e sintomi.

## Teorie
Le principali teorie che tentano di spiegare a livello funzionale la negligenza spaziale unilaterale sono:
- teoria attenzionale;
- teoria motoria;
- teoria rappresentazionale;
- teoria mnestica.

## Modalità di rappresentazione dello spazio
La negligenza dello spazio peripersonale riguarda lo spazio delimitato dai movimenti di raggiungimento. La negligenza dello spazio extrapersonale riguarda lo spazio oltre il raggiungimento.

## Correlati neuroanatomici
La NSU è causata tipicamente da una lesione al lobo parietale destro dell'encefalo (in particolare al lobulo parietale inferiore). In questo caso si parla anche di neglect percettivo perché si può ricondurre a un disturbo nello stadio iniziale dell'analisi degli stimoli sensoriali.
Una lesione al lobo frontale può causare una sindrome assimilabile alla NSU, che riguarda però lo stadio di organizzazione della risposta motoria e viene distinta in neglect motorio e neglect ipodirezionale. Il primo riguarda la difficoltà a iniziare un movimento dell'arto controlaterale, mentre il secondo riguarda la difficoltà a iniziare un movimento dell'arto ipsilaterale verso lo spazio controlaterale.
Più raramente si manifesta NSU a seguito di lesioni sottocorticali del talamo, del putamen. Casi di neglect dell'emispazio destro, causati da lesione sinistra, sono presenti in letteratura ma sono molto rari e presentano comunque caratteristiche molto particolari rispetto al neglect per lo spazio sinistro.

## Altre manifestazioni
Oltre alla variegata sintomatologia della patologia stessa vi possono essere altre manifestazioni associate:
I pazienti con neglect sono quasi sempre completamente anosognosici, non hanno cioè consapevolezza del proprio deficit, e possono presentare emisomatoagnosia, cioè non riconoscono gli arti paretici come propri, e somatoparafrenia, cioè fantasie morbose riguardo ai propri arti paretici (es. gli sono stati impiantati mentre dormiva).
Si può riscontrare ipocinesia direzionale, quando il paziente ha difficoltà ad esplorare lo spazio sinistro con gli arti destri, nonostante il controllo motorio di questi non sia stato leso.
Il fenomeno dell'estinzione si verifica quando, presentando contemporaneamente uno stimolo nell'emispazio sinistro e uno in quello destro, viene "estinto", ovvero non riportato, lo stimolo controlesionale. Gli stimoli unilaterali vengono (in assenza di altri deficit, es. riduzione campimetrica) correttamente percepiti. Può manifestarsi in più di una modalità sensoriale (tattile, visiva, uditiva) nello stesso paziente. L'estinzione può anche non essere associata a neglect, ma dipendere da altri quadri neuropsicologici (es. split brain). Si ha estinzione motoria quando il paziente riesce ad utilizzare entrambe le braccia singolarmente, ma fallisce nell'usare l'arto controlesionale quando gli si chiede di usare contemporaneamente entrambe le braccia. L'estinzione non va confusa con la simultanagnosia in cui il paziente non riesce a percepire contemporaneamente due oggetti diversi, indipendentemente dalla loro lateralizzazione.
Tra gli altri segni clinici che aiutano la diagnosi di neglect abbiamo:
- In fase acuta, deviazione più o meno completa e irriducibile degli occhi e del capo verso il lato della lesione; anche il tronco e il cammino possono essere deviati sul piano frontale verso lo stesso lato.
- Se rivoltagli la parola dal lato sinistro, il paziente risponde verso il lato opposto anche se non c'è nessuno presente (Alloestesia: il riferire stimoli sensoriali presentati a sinistra come percepiti a destra, se invece questo comportamento si verifica nelle prove, in cui al soggetto viene chiesto di ricopiare una certa figura, viene definito allochiria);
- Nonostante all'esame neurologico non risulti emiplegico o gravemente paretico, il paziente tende a non utilizzare gli arti di sinistra (motor neglect);
- Talora l'assenza di movimento su richiesta contrasta con una normale partecipazione degli arti di sinistra all'esecuzione di attività semiautomatiche (uso del fazzoletto);
- Segni comportamentali variegati: dal mangiare solo la metà destra del piatto ad un disorientamento topografico (non globale) selettivo per i riferimenti a sinistra (non leggere le prime parole di ogni riga, non notare gli ostacoli posti a sinistra);
- Anosodiaforia: il paziente razionalmente è consapevole del proprio deficit, ma si mostra emotivamente indifferente.

## Diagnosi
Per la diagnosi vengono utilizzati test neuropsicologici standardizzati ed ecologici oltre ad una batteria di test per la valutazione globale del paziente. L'estrema variabilità della negligenza spaziale unilaterale richiede l'utilizzo di diversi strumenti diagnostici per un'indagine accurata.
Dopo un trauma cerebrale si può riscontrare frequentemente NSU, ma il fenomeno può essere transitorio e tendere a regredire nel tempo.

## Riabilitazione
La NSU è una sindrome cronica che tende a perdurare negli anni, e dopo una fase acuta è relativamente stabile nel tempo. È quindi importante un trattamento riabilitativo nel recupero funzionale, cognitivo ed ecologico dei pazienti affetti da questa patologia.
Vengono impiegate diverse metodologie per migliorare l'esplorazione dei pazienti. In generale vengono utilizzati dei richiami sensoriali molto forti come una banda rossa verticale posta a sinistra, punto dal quale deve essere iniziata l'esplorazione.
I training possono essere divisi in due macro categorie: quelli come il "Visual scanning training" che richiedono la consapevolezza del paziente per imparare strategie compensatorie e tecniche sensoriali in cui non è richiesta la consapevolezza.
Recenti meta-analisi della letteratura  raccomandano l'uso del Visual Scanning Training; inoltre, indicano l'Adattamento Prismatico come una tecnica efficace di riabilitazione, seppure siano necessari ulteriori studi sulla sua validità.
Inoltre, sono stati sperimentati vari tipi di stimolazione sensoriale al fine di ottenere una riabilitazione il più efficace e globale possibile e non limitata ad uno specifico ambito di trattamento. Essi sono:
- Eye Patch;
- Stimolazione calorica vestibolare;
- Stimolazione optocinetica;
- Stimolo vibratorio alla base del collo;
- Stimolazione elettrica transcutanea[7]
- rTMS;
- Adattamento prismatico [8]
- Stimolazione plantare [9]
- rTDCS [10]

Nonostante i promettenti risultati sperimentali ottenuti, nessuna di queste stimolazioni è fino ad oggi risultata pienamente applicabile in ambito clinico.